# De Doorns
De Doorns este un oraș din provincia Wes-Kaap, Africa de Sud.